# مالون (دوديكانيسوس)
مالون (Μαλών) هي قرية منخفضة في جزيرة رودس في دوديكانيسيا وتقع على ارتفاع 70 مترًا. وفقًا لإحصاء عام 2011، يبلغ عدد سكانها 982 نسمة وهي تتبع كزمزنة مالوناس مع خاراكي منذ عام 2011 مع تنفيذ برنامج كاليكراتيس، وهي تابعة للوحدة البلدية أرخانجيلوس في بلدية رودس.

## الجغرافيا والمشاهد
تقع مالوناس جنوب شرق رودس، في واد خصيب في الجزء الداخلي من الجزيرة، وتبعد 35 كم عن مدينة رودس. وهي مبنية على طريق المقاطعة أرخانجيلوس-ماساري، بين نهري خا وبلاتانيروس، والتي تجف في الصيف. يعمل سكانها في زراعة الحمضيات والزيوت، وتشتهر منطقتهم في الجزيرة بالبرتقال والزيت الذي تنتجه. يأتي الاسم من الكلمة القديمة «ميليون» والتي تعني «المكان الخصب». شفيعة القرية هي القديسة إيريني السالونيكية، وهي مصورة باللوحات الجدارية.